# Fred-Werner Bockholt
Fred-Werner Bockholt, meist nur Fred Bockholt (* 24. Juni 1943 in Bottrop), ist ein ehemaliger deutscher Fußballspieler. Der Torhüter absolvierte von 1963 bis 1981 in den Fußball-Regionalligen West (122 für Bottrop und RW Essen) und Süd (35 für Offenbach), 2. Fußball-Bundesliga (117 für Leverkusen) und Fußball-Bundesliga (220 für Essen, Offenbach, Leverkusen) insgesamt 494 Pflichtspiele. Darin sind nicht enthalten die Spiele in den Aufstiegsrunden zur Bundesliga 1968 und 1969 (15) mit Essen und 1972 (8) mit Offenbach, Einsätze im DFB-Pokal, die Zahl der Verbandsspiele in der 2. Liga West mit dem VfB Bottrop sowie die Spiele in der Saison 1964/65 in der Amateurliga Niederrhein.

## Karriere

### Bottrop und Essen, bis 1971
Der Torhüter Fred-Werner Bockholt durchlief in seiner Heimatstadt die Jugendstationen beim VfB Bottrop und hütete in der letzten Saison der alten zweitklassigen 2. Liga West, 1962/63, das Tor der von Werner Stahl trainierten Mannschaft vom Jahnstadion. Die Schwarz-Weißen feierten gegenüber dem punktgleichen Vizemeister TuS Duisburg 48/99 den Titelgewinn. Durch die Einführung der Fußball-Bundesliga zur Runde 1963/64 gehörte Bottrop sodann der zweitklassigen Regionalliga West an. Ohne die abgewanderten Stützen der Meisterelf, Diethelm Ferner und Werner Kubek, startete Bottrop mit Torhüter Bockholt am 4. August 1963 mit einem 1:0-Auswärtssieg bei SW Essen in die mit 20 Vereine bestückte Regionalligasaison. Mit der Heimbilanz von 22:16 Punkten – darunter auch zwei Erfolge gegen Meister Alemannia Aachen (2:1) und Vizemeister Wuppertaler SV (1:0) – wäre der Klassenerhalt zu schaffen gewesen, aber die nur 8:30 Punkte in den Auswärtsspielen reichten am Rundenende lediglich zum 17. Platz – ein Punkt hinter Herten und Horst-Emscher – und führten damit wegen des Abstiegs von Preußen Münster aus der Bundesliga, zum Abstieg in das Amateurlager. Bockholt, er hatte sich in der Regionalliga mit ausgezeichneten Reflexen und Paraden ausgezeichnet, blieb dem VfB auch in der Amateurliga Niederrhein erhalten und feierte mit dem VfB mit acht Punkten Vorsprung vor dem VfB Lohberg die Meisterschaft und damit die umgehende Rückkehr in die Regionalliga. In der zweiten Regionalligarunde 1965/66 gehörte zwar mit Dieter Herzog ein herausragendes Offensivtalent zu seinen Mannschaftskameraden, aber als Vorletzter – zwei Punkte hinter Eintracht Gelsenkirchen, Westfalia Herne und Bayer Leverkusen – ereilte Bottrop auch 1966 wiederum nach nur einer Saison der Abstieg. Nachdem die Klasse nicht gehalten wurde, nahm der Torhüter das Angebot des Vizemeisters RW Essen – im Jahnstadion gewann Essen mit 2:0 und an der Hafenstraße mit 2:1 Toren und in beiden Spielen hatte Bockholt überzeugt – zur Runde 1966/67 an und versuchte sich damit nach 64 Regionalligaeinsätzen in der Bundesliga zu bewähren.

Beim frischgebackenen Bundesliga-Aufsteiger Rot-Weiss Essen, Stammtorhüter war Hermann Roß mit 21 Saisoneinsätzen in der Bundesliga, kam der Mann aus Bottrop unter Trainer Fritz Pliska am 21. Januar 1967 beim 1:1 gegen den FC Schalke 04 zu seinem Bundesligadebüt. Trainer Pliska lobte nach dem Spiel in der Pressekonferenz den Debütanten:

„Er hat in seinem ersten Bundesligaspiel ausgezeichnet gehalten und war für die Hintermannschaft ein ruhiger und wertvoller Rückhalt.“

Trotz der ebenfalls guten weiteren Neuzugänge Peter Dietrich und Heinz Simmet stieg RWE als Tabellenletzter gleich wieder aus der ersten Liga ab. Bockholt hatte 13 Bundesligaspiele absolviert und blieb in Essen und versuchte mit dem neuen Trainer Erich Ribbeck in der Serie 1967/68 den sofortigen Wiederaufstieg. Er hütete in allen 34 Spielen das Essener Tor und die Rot-Weissen kamen punktgleich mit Meister Bayer Leverkusen zur Vizemeisterschaft und zogen damit in die Bundesligaaufstiegsrunde 1968 ein. Auch da war der ungemein sprungstarke Keeper in allen acht Spielen gegen die Konkurrenten Hertha BSC, SV Alsenborn, SC Göttingen 05 und FC Bayern Hof im Einsatz. Es reichte aber mit 9:7 Punkten lediglich zum zweiten Rang und damit schloss sich auch 1968/69 eine weitere Runde in der Regionalliga West an. Jetzt war Kuno Klötzer Trainer und im spannenden Dreikampf um die Tabellenspitze mit RW Oberhausen und dem VfL Bochum reichte es knapp gegenüber dem punktgleichen Bochum wiederum zur Vizemeisterschaft. In 34 Meisterschaftsspielen hatte die RWE-Defensive lediglich 25 Tore zugelassen. In der Aufstiegsrunde – mit Willi Vordenbäumen als Trainer – dagegen setzten sich Bockholt und seine Mannschaftskollegen souverän mit 14:2 Punkten gegen VfL Osnabrück, Karlsruher SC, Tasmania 1900 Berlin und TuS Neuendorf durch und kehrten damit wieder in die Bundesliga zurück. Unter Trainer Herbert Burdenski war Bockholt unumstrittener Stammtorhüter des Ruhrgebietsclubs und konnte sein Leistungsvermögen nochmals verbessern. Nach 34 Ligaspielen – RWE kam auf den zwölften Rang – wurde er in der Rangliste der Bundesligaspieler mit der Note 2,35 auf dem achten Rang geführt.  RWE war in dieser Saison die Mannschaft mit den meisten Unentschieden, ganze 15 Spiele remisierte die Elf von der Hafenstraße. Eine bessere Platzierung verhinderte die mit 7:27 Zählern schwache Punkteausbeute in den Auswärtsspielen, die 24:10 Heimpunkte waren dagegen die Ausbeute von sieben Heimsiegen und zehn Unentschieden. In diesen 17 Partien musste Bockholt nur 17 Treffer kassieren. Er spielte mit seinem alten Kollegen aus Bottroper Meistertagen in der Serie 1962/63, Diethelm Ferner, zusammen und im Angriff erzielte Willi Lippens in nur 21 Spielen 12 Tore. Bockholt zeigte in dieser Saison so ausgezeichnete Leistungen, dass er von Mannschaftskameraden für die Nationalelf gefordert wurde. Die Essener Institution Werner Kik äußerte sich enthusiastisch über den Torwart:

„So schnell und explosiv wie Bockholt taucht kaum ein anderer Torwart und hält selbst flache Bälle fest. Meiner Meinung nach kann er sich mit Sepp Maier und Horst Wolter in jeder Beziehung messen.“

Im folgenden Spieljahr, 1970/71, stand RWE nach der Hinrunde mit 16:18 Punkten auf dem achten Platz. Als in der Rückrunde infolge des Bundesligaskandals die Abstiegsfrage massiv manipuliert wurde, kamen die Essener unter die Räder und stiegen mit 23:45 Punkten in die Regionalliga West ab. Bockholt ging in die Zweitklassigkeit, aber nicht mit Essen, er wechselte ausgerechnet zu Kickers Offenbach in die Regionalliga Süd.

### Offenbach und Leverkusen, 1971 bis 1981
Auf dem Bieberer Berg wurde im Jahr eins nach dem Bundesliga-Skandal mit aller Gewalt an der sofortigen Bundesliga-Rückkehr gearbeitet. Es kamen neben Bockholt auch noch die Angreifer Sigfried Held und Erwin Kostedde und für die Abwehr der österreichische Nationalspieler Hans Schmidradner zur Mannschaft von Trainer Kuno Klötzer. Tatsächlich verlor Offenbach kein Spiel in der Regionalliga Süd, gewann die Meisterschaft und setzte sich auch in der Aufstiegsrunde durch und kehrte auf Anhieb wieder in die Bundesliga zurück. Am 15. April 1972 demontierte Offenbach auf dem Bieberer Berg den 1. FC Nürnberg mit 6:0 Toren, zeigte auch Bayreuth und Reutlingen mit dem gleichen Resultat die Grenzen auf und bezwang die Stuttgarter Kickers sogar mit 7:0 Toren. Besonderen Charakter hatten in der Aufstiegsrunde am 28. Mai und 11. Juni 1972 für Bockholt die zwei Spiele gegen seinen vormaligen Verein Rot-Weiss Essen. Die zwei härtesten Konkurrenten um den Aufstiegsplatz trennten sich jeweils mit 2:2 beziehungsweise 1:1-Unentschieden. Am Ende entschied bei Punktgleichheit das bessere Torverhältnis für Offenbach.
Im zweiten Jahr in Offenbach, 1972/73, kamen die Neuzugänge Josef Hickersberger, Manfred Ritschel, Amand Theis und völlig überraschend auch mit Gyula Lóránt ein neuer Trainer zu den Kickers. Am Starttag in die Bundesligaserie holte sich der BL-Rückkehrer am 16. September 1972 mit einem ausgezeichneten Torhüter Bockholt bei Werder Bremen durch ein 0:0-Remis den ersten Punkt. Als der OFC am 27. Oktober mit 0:4 Toren sein Auswärtsspiel beim MSV Duisburg verlor, hielt MSV-Keeper Dietmar Linders in der 68. Minute einen schwach geschossenen Elfmeter von Bockholt. Über die gesamte Runde bekam Bockholt mit 2,85 die beste Spielerbenotung des OFC-Kaders und überzeugte insbesondere mit herausragenden Leistungen bei der 0:1-Niederlage am 31. März beim HSV und dem 3:2-Auswärtserfolg am 19. Mai 1973 beim VfL Bochum. Neben den zwei Erfolgen – 3:2-Sieg im Heimspiel; 3:0-Sieg im Waldstadion – gegen den Lokalrivalen Eintracht Frankfurt zählte der 4:2-Sieg am 18. April 1973 im Viertelfinale des DFB-Pokals gegen den mit sieben Punkten souverän führenden Tabellenführer FC Bayern München zu den sportlichen Höhepunkten für Bockholt und seine Mannschaftskameraden vom Bundesligaaufsteiger. Am Rundenende wurde der Einzug in den UEFA-Cup mit dem siebten Rang nur knapp verpasst.
Vor der zweiten Runde Bundesliga mit dem OFC, 1973/74, ereilte Bockholt aber das Verletzungspech. In der Vorbereitungsperiode trug er einen schweren Knöchelbruch davon und konnte erst im Januar 1974 wieder aktiv ins Geschehen eingreifen. Der Verein hatte kurzfristig Bernd Helmschrot ausgeliehen und Bockholt kam im Lauf der Rückrunde noch zu neun Einsätzen. Nach der Weltmeisterschaft 1974 war er aber wieder Stammtorhüter in Offenbach und absolvierte 1974/75 alle 34 Rundenspiele unter dem neuen Trainer Otto Rehhagel. Die Saison hatte am 24. August 1974 mit dem Paukenschlag eines 6:0-Sieges über den amtierenden Deutschen Meister FC Bayern München begonnen. Am 21. September gewann Offenbach mit 1:0 beim 1. FC Köln und Bockholt krönte seine Leistung mit zwei gehaltenen Elfmetern. In der 45. Minute gelang ihm das gegen Johannes Löhr und in der 88. Minute gegen Harald Konopka. Nach dem 3:2-Heimerfolg am 8. November 1974 führten Bockholt und Kollegen mit 17:7 Punkten die Bundesligatabelle an und am 25. Januar 1975 gelang auch im Rückrundenspiel gegen Bayern München mit 3:2 Toren der zweite Rundenerfolg. Offenbach nahm am Rundenende den achten Platz und Bockholt hatte eine erstklassige Saison gespielt, wechselte er mit 32 Jahren zum Zweitligisten Bayer 04 Leverkusen.

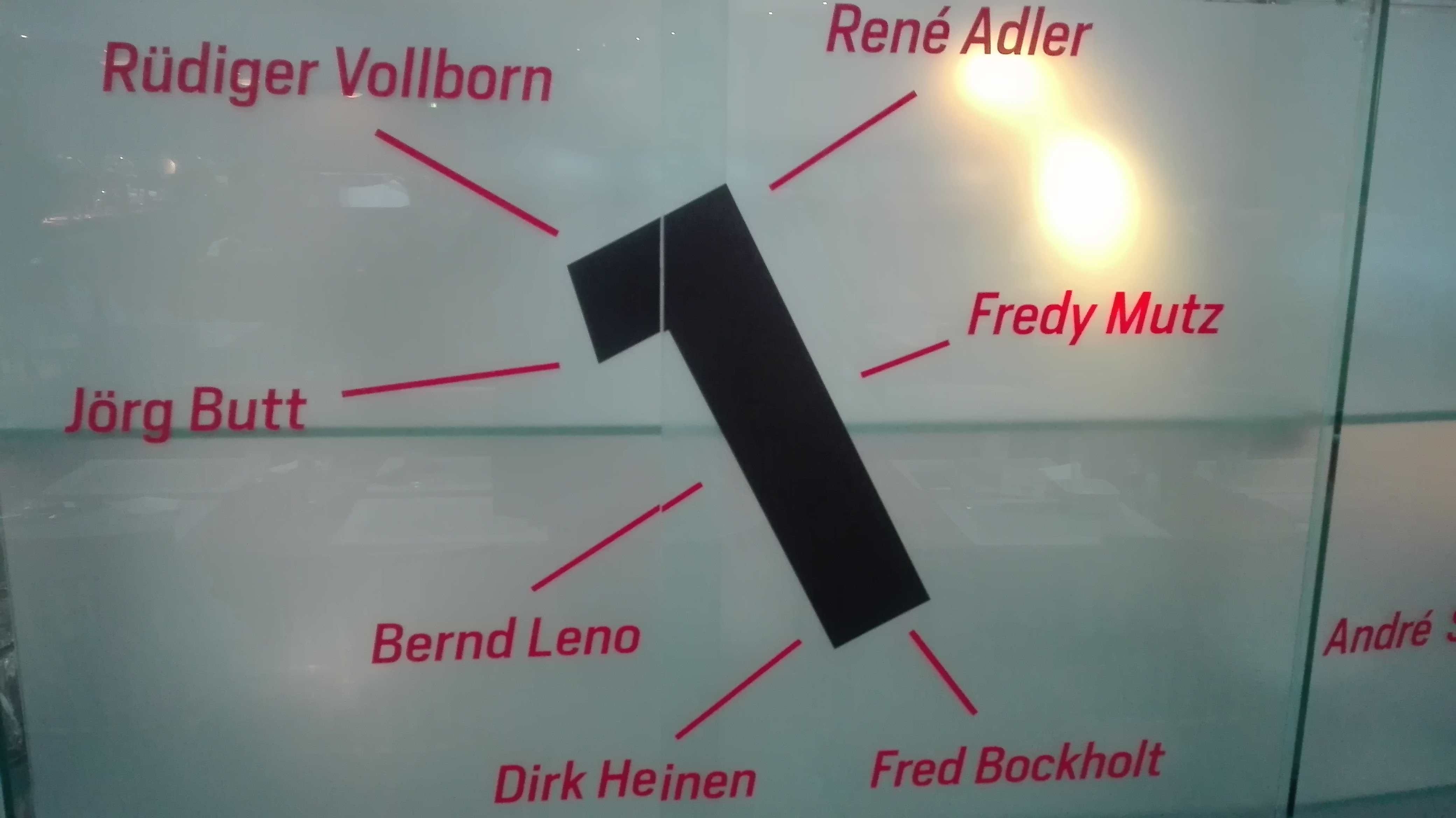
Bedeutende Bayer 04-Torhüter (Trennwand im Hotel der BayArena)

Nachdem die Werkself mit Bockholt im Tor in der Vorsaison durch eine Siegesserie am Ende der Saison dem Abstieg entging, stieg Bayer 04 in der Saison 1978/79 als Meister der 2. Liga Nord überraschend in die Bundesliga auf. Bockholt hütete in allen 38 Verbandsspielen der Meistermannschaft das Tor. Trainer Willibert Kremer legte mit seiner Mannschaft einen Startrekord von 18:0 Punkten hin und es gab erst im Februar 1979 gegen Fortuna Köln die erste Niederlage. Bockholt spielte noch in seiner Abschiedssaison 1980/81 sämtliche Bundesliga-Spiele für Leverkusen und beendete dann im Sommer 1981 mit 38 Jahren seine Karriere.
Insgesamt brachte es Bockholt auf 220 Bundesliga-Einsätze und galt vor allem in seinen Jahren bei Bayer Leverkusen als Zuverlässigkeit in Person.
Nach seiner aktiven Karriere war Bockholt als Trainer tätig, wobei er wegen seines Berufs als Lehrer für Mathematik und Sport an einer Bergbau-Berufsschule in Duisburg keine Tätigkeit im Profibereich anstrebte. Nach Engagements bei Preussen Krefeld, Schwarz-Weiß Essen, Rot-Weiß Oberhausen (Aufstieg in die Oberliga Nordrhein 1993 und in die Regionalliga 1995), FC Remscheid und der Amateurmannschaft des MSV Duisburg (Aufstieg in die Oberliga 1999) führte er zuletzt den 1. FC Kleve 2003 in die Oberliga. Später kehrte er als Scout und Torwarttrainer zu Schwarz-Weiß Essen zurück, am 2. Mai 2008 wurde er dort für die letzten drei Saisonspiele zum Cheftrainer ernannt.